# مونت اکس چنج
مونت اکس چنج (به انگلیسی: Monét X Change) زن‌پوش آمریکایی است.